# Betty Beaumont
Betty Beaumont, née le 8 janvier 1946, est une artiste, sculpteur et photographe canado-américaine, pratiquant  interventions in situ et installations. Elle est connue pour explorer les médias interdisciplinaires, entremêlant l'environnement, le social, l'économie, la politique et l'architecture. Elle vit et travaille à New York.
L'œuvre diversifiée de Betty Beaumont remet en question la conscience sociale mondiale, ainsi que les pratiques socioéconomiques et écologiques. Elle participe à l'étude de stratégies de durabilité fondées sur des solutions qui reflètent les perspectives contemporaines, historiques et culturelles et les conditions environnementales et sociales.
L'une des œuvres les plus remarquables de Betty Beaumont est l'installation environnementale Ocean Landmark (1978-1980), un projet sous-marin à grande échelle. L'installation se compose de 17 000 blocs de cendres volantes de charbon neutralisées, submergés à trois miles au large de Fire Island National Seashore pour s'étendre sur le fond de l'océan Atlantique, créant un habitat artificiel pour la vie marine,.

## Biographie
Née à Toronto, en Ontario, Betty a émigré avec sa famille à Los Angeles à un âge précoce. Elle a fréquenté l'université d'État de Californie à Northridge, où elle a obtenu un baccalauréat en 1969. Elle a obtenu sa maîtrise au College of Environmental Design de la School of Architecture de l'université de Californie à Berkeley en 1972 avant de déménager à Chicago puis à New York en 1973. En 1976, elle construit un plateau de tournage pour Andy Warhol à la Factory, travaille à temps partiel avec la réalisatrice Barbara Kopple et danse à la Brooklyn Academy of Music (BAM) avec Twyla Tharp dans Half the One Hundreds, ainsi qu'Anna Halprin au Musée d'Art moderne de San Francisco.

## Œuvre
Betty Beaumont a décrit l'art comme central pour façonner le monde : « [Art] asks questions, provokes imagination and presents new paradigms for thought and meaning. The flow from the specific, concrete, and technical, to the abstract, meditative and lyrical characterizes my work. » Le travail de Betty Beaumont interroge et cherche à faire prendre conscience de diverses visions et perspectives du monde, souvent à travers la lentille des cadres humains partagés du langage, de l'image et de l'objet. Bon nombre de ses projets contiennent en eux-mêmes des corpus d'œuvres, alors qu'elle continue de revenir à des questions contemporaines qui la poussent à développer ces fils d'idées à l'aide de nouveaux outils technologiques.

## Œuvres 1969-1980
Alors qu'elle était étudiante à la School of Architecture (en) de l'université de Californie à Berkeley, Betty Beaumont a documenté la marée noire de Santa Barbara (en) en 1969 à travers une série de photographies en noir et blanc intitulée Steam Cleaning The Santa Barbara Shores… Ses photographies ont capturé la destruction de l'écosystème du littoral par la puissance de l'huile de lavage des roches avec des tuyaux de vapeur à haute pression.
L'image est associée à un travail de 2001 intitulé Timeline of Global Oil Spills 1960-2004, une impression pigmentaire noire et blanche qui répertorie graphiquement les nombreux déversements mondiaux de pétrole dans une chronologie poétique.
Ses premières œuvres ont accompagné la croissance du mouvement artistique féminin (en) de la côte ouest à la fin des années 1960 et au début des années 1970.
Le temps passé à vivre dans les hautes mesas du désert avec les Hopi amérindiens l'a conduite à explorer les interactions de la société avec la nature et l'environnement. Au début des années 70, elle a commencé une série d'installations extérieures spécifiques au site, qui ont cherché à rétablir une relation entre les gens et leur environnement et ont été inspirées en partie par la psychanalyse lacanienne et la phénoménologie de Maurice Merleau-Ponty.
En 1977, Betty Beaumont a créé Cable Piece, formant un énorme anneau de fer de 4000 pieds de câble mesurant 100 pieds de diamètre, qui a été laissé s'enfoncer lentement dans le sol dans une ferme à Macomb, Illinois. La teneur en rouille de l'anneau a affecté le schéma de croissance du sol, transformant au fil du temps l'anneau métallique en un cercle d'herbe luxuriante. La configuration de l'anneau suggérait des liens technologiques et mythologiques avec le Fermilab, une usine d'accélérateurs de neutrons située à proximité, et des tertres funéraires et cérémoniels amérindiens du Midwest.
L'œuvre de Betty Beaumont, Found Words (1977), est un enregistrement de fragments trouvés provenant de personnes anonymes et de leurs activités inconnues. Après neuf mois de photographie des fragments, le travail systémique a commencé lorsque le premier a été introduit dans son atelier. Il a commencé une collection, qui a abouti à une série de 116 œuvres en papier faites à la main et à une collaboration avec Hiroaki Sato qui a traduit 9 mois de fragments autobiographiques. Après des expositions au Musée national d'art moderne de Tokyo (1977) et au Musée d'art moderne de Kyoto (1978), une collaboration avec le poète et linguiste Kyoko Iriye qui a traduit les images trouvées dans le plus proche caractère japonais. Le projet a abouti à un coffret d'œuvres sur papier et à un livre d'artiste, comprenant un texte anglais de Betty Beaumont traduit en japonais par Hiroaki Sato.
En 1978, Betty Beaumont  crée un ensemble d'estampes chromogènes intitulé Love Canal USA. La Hooker Chemical Company (en) avait utilisé le Love Canal, près de Niagara Falls, comme site de décharge pendant plusieurs décennies. Les déchets se sont finalement infiltrés et ont contaminé le sol et les eaux souterraines du quartier, entraînant une multitude de problèmes de santé pour les résidents. Ses photographies de maisons désertes et de pensionnats entourant Love Canal ont abordé les concepts d'identité communautaire, ce qu'est la « maison » pour les dépossédés et la récupération d'une histoire propulsée par la pollution et la négligence des entreprises qui cherchaient à l'effacer.
Une décennie de sculptures en studio à grande échelle, présentées au Musée national d'art de Tokyo et à Kyoto, ainsi qu'une décennie de cinq œuvres de site performatives basées sur des concepts extérieurs, ont culminé dans le monument à grande échelle Ocean Landmark (1978–80 ), qui traitait également des questions de la remise en état et de l'avenir, en travaillant de l'un vers la viabilité de l'autre. Cette collaboration entre l'art et la science est une œuvre environnementale transdisciplinaire qui recycle les déchets, établit un habitat pour les poissons qui continuent de nourrir les gens, est un modèle pour une nouvelle industrie qui tient compte de l'écologie industrielle et est une vision de la façon de revitaliser l'industrie de la pêche côtière.

## Ocean Landmark(1978-1980)
Ocean Landmark (1978-1980) était un projet de 3 millions de dollars parrainé conjointement par le département de l'Énergie des États-Unis, la Smithsonian Institution, les Bell Labs, le Lamont-Doherty Earth Observatory de l'université Columbia, le National Endowment for the Arts, le fonds America the Beautiful, Bureau des médias et contributions en nature.
Elle a collaboré avec une équipe de scientifiques et d'ingénieurs qui expérimentaient les déchets de charbon (en) et les moyens de stabiliser le sous-produit industriel dans l'eau. À son tour, elle a proposé le concept de transformation des déchets en une sculpture sous-marine, qui fonctionnerait comme un récif artificiel qui créerait un endroit où les gens pourraient venir pêcher. Rendu inerte, les déchets ont été déposés à 70 pieds sous la surface de l'océan Atlantique et sont devenus un jardin sous-marin luxuriant.
Bien que la sculpture à grande échelle, fortement influencée par le féminisme, la psychanalyse et la cognition ne soit pas visible pour les téléspectateurs, l'installation submersive du projet peut être vécue à travers une représentation VRML, produite par Betty Beaumont et d'autres participants en 2000, via la Tisch School of the Arts de l'université de New York.
Ocean Landmark est répertorié comme un « paradis pour les poissons » sur la carte de navigation côtière de la National Oceanic and Atmospheric Administration (NOAA) et a reçu un volume d'attention critique dans des publications et des articles comme  Land and Environmental Art édité par Jeffrey Kastner, Art Press (1987), Heresies Magazine (en) (1988) et The Wall Street Journal (1990) entre autres.

## Œuvres depuis 1984
Au cours des années suivantes, Betty Beaumont a travaillé au développement de Windows on Multinationals (1984–87), Toxic Imaging (1987) et El Otro Sendero (1988). Ces installations combinées ambitieuses et largement étudiées traitent de l'empoisonnement de la santé mentale et physique, du déracinement des structures sociales, de la corruption économique et politique, de la pollution de l'environnement et de la manipulation des médias.
En 1989, Betty Beaumont a commencé à travailler sur un projet qui continuerait à se développer et à s'étendre au cours des deux prochaines décennies. Intitulé A Night in Alexandria... The Rainforest... Whose Histories Are They Anyway?, elle a créé une dissertation transformatrice et prudente sur le sens de la perte.
Betty Beaumont a créé une liste de plus de 150 livres personnellement importants et collecté des répliques dans les librairies. Les livres ont été traités, brûlés, exposés et disposés sur plus de trente pieds de rayonnage du sol au plafond. À travers la métaphore du feu et l'horreur sociale de la gravure de livres, le projet déplore la perte irrécupérable d'espèces contenues dans la forêt tropicale, aussi irrémédiable que la perte de l'ancien corpus de connaissances contenu à la Bibliothèque d'Alexandrie, deux sources d'informations encyclopédiques.
Pour le premier anniversaire de la Révolution de velours à Prague, Betty Beaumont a créé l'installation Voices (Whose What Which) (1990) au Monument à Staline. Vaclav Havel a assisté à l'inauguration. Cette œuvre invite le spectateur à participer à un dialogue visuel questionnant les origines et la localisation de la voix en explorant le langage public dans un lieu public.
Membre fondatrice de REPOhistory (en), elle a coordonné et produit, avec d'autres artistes, la section médicale de l'installation de Choice Histories (1992) à Artists Space.
En 2004, elle a créé Camouflaged Cell Concealment Sites, une série de photographies en couleur documentant des antenne-relais de téléphonie mobile camouflées déguisées en sites de tous les jours tels que des palmiers, des châteaux d'eau et des cactus sous différents climats comme Azusa, en Californie, Phoenix, Arizona, Atlanta, Géorgie et Sparta (en), New Jersey. Elle cherche à examiner dans quelle mesure le greenwashing se manifeste dans les environnements naturels et à reconsidérer les idées préconçues.
En 2006, Betty Beaumont a créé Boxed In/Boxed Out: The Mobile Studio Project, une installation solo ambitieuse pointant la banlieusardisation de Manhattan à la suite du déplacement d'artistes et de la démolition de l'architecture historique au profit de condos à grande échelle, qui s'est tenue en face du New York Stock Exchange dans le Swing Space de 3000 pieds carrés du Lower Manhattan Cultural Council (LMCC).
En 2008, elle a présenté une exposition solo au New Arts Program à Kutztown, Pennsylvanie intitulée Who Will Our Children Sing Songs About in 100 Years?, une installation composée de quatre sculptures géométriques : une ligne (parallèle au sol), un cercle, un triangle et un rectangle, tous constitués de chaises pour enfants. Les couleurs des quatre géométries disposées sur une chaise sont directement liées aux couleurs des drapeaux des pays connaissant l'explosion ou l'implosion la plus rapide de changement de population: les États-Unis, l'Afrique, la Chine et l'Inde, tandis que les One Laptop per Child affichent les compteurs d'horloges du monde.
Un ouvrage connexe, Way (2009), contient 21 variantes du mot Way jumelé avec WHOSE, WHAT, WHICH en swahili, hindi, chinois et anglais, écrit sur 500 feuilles d'une tablette murale détachable. L'œuvre fait partie d'une série de tablettes détachables. Au fur et à mesure que chaque feuille est déchirée, le travail est modifié pour révéler l'une des permutations mettant au défi le spectateur de réexaminer ses croyances, ses actions ou inactions, sa tolérance à la désinformation et son potentiel de changement - tandis que la pile reflète la participation du spectateur.
Avec la Grande Récession de 2008, elle a commencé un projet de sculpture en cours pour aborder le consumérisme, la construction de l'identité et le changement économique mondial sismique à un niveau personnel. Untitled (Crushed), une œuvre composée de plus d'une centaine d'œuvres uniques - des sacs de marque écrasés collectés par Beaumont, présente les sacs comme des icônes fétichisées de la beauté déconstruites et l'image de marque de l'identité.
Une œuvre connexe, l'assemblage sculptural Prêt-à-Porter, est une construction sociétale de l'identité. Le travail consiste en une collection de sacs à provisions internationaux, un double porte-vêtements roulant et des cintres. Les sacs à provisions de marque sont accrochés avec des étiquettes nommant la personne qui a apporté le sac. Les sacs hautement conçus et produits sont des substituts à la fois du vêtement et de l'identité, tandis que chaque étiquette porte le nom d'une personne avec une identité de marque spécifique.
En juin 2012, l'intégralité de la série Alexandria... a été présentée pour la première fois ensemble à la Bibliothèque d'Alexandrie en Égypte (l'installation physique ayant déjà été présentée au MoMA PS1 et au Hudson River Museum (en)). La Bibliotheca Alexandrina, récemment construite, récemment conçue, sur le site de l'ancienne bibliothèque, était un lieu idéal pour l'exposition de la série Alexandria..., qui comprenait les Global Lost Libraries (2012), des projections séquentielles de photographies de volumes que Betty Beaumont avait brûlés, accompagnée de lectures en direct du contenu des bibliothèques mondiales perdues. Quatre tirages et un catalogue numérique de 148 pages sont maintenant dans les archives permanentes de la Bibliotheca Alexandrina.
Inspirée par son expérience en Égypte pendant l'élection présidentielle égyptienne de 2012 et des manifestations sur la place Tahrir du Caire, elle a créé Arab Voices en 2012. Quatre mots - Whose, What, Which, My - ont été traduits en arabe et placés à divers endroits sur quatre murs. L'installation a examiné, questionné et élargi la sphère publique nouvellement établie de connexion et d'échange à travers les possibilités de la voix. Arab Voices s'appuie sur une série de ses travaux précédents qui promeuvent la participation du public, dont certains incluent WAY et Voices and Morals, Ethics, Values.
Studio Papers Redux - It Makes My Head Spin & My Heart Sing (2013) est une série personnelle d'œuvres qui célèbrent les quarante années de travail de Betty Beaumont dans son studio de New York depuis 1973. Papiers de studio déchiquetés et modifiés couvrant ces quarante années - recherche de projet, descriptions, propositions et notes - ont été déchiquetés et combinés avec des instruments de musique. Elle a déclaré que l'installation était basée sur un rêve qu'elle avait eu la première semaine de son déménagement à New York. « Mes biens étaient en feu, mais n'ont pas été détruits et brûlaient - une image surréaliste d'énergie. »
Au début de 2016, une exposition à la DiMattio Gallery de Monmouth, New Jersey a présenté des études d'installation pour un projet portant sur l'attrition linguistique. Ces études conceptuelles comprennent des arrangements spécifiques au site de colonnes sonores en bois (faites de tuyaux d'orgue récupérés, qui joueraient les paroles de chansons dans des langues en voie de disparition). Ce projet renforce l'intérêt continu de Betty Beaumont pour l'érosion des connaissances humaines et l'amnésie culturelle qui accompagne la perte des langues.

## Expositions
Avant de recevoir sa maîtrise en 1972 de l'UC Berkeley, le travail de Betty Beaumont avait été exposé à New York au Museum of Contemporary Crafts, maintenant le Museum of Arts and Design, et à Londres au Camden Art Center.
Depuis 1972, son travail a été inclus dans des expositions individuelles et collectives à travers le monde. Ses installations et œuvres d'art ont également été largement exposées et réalisées dans de nombreuses galeries et musées de New York.
Une nuit à Alexandrie... installation au MoMA PS1 (1989).
Une installation dans le cadre de la série Ocean Landmark a marqué le début de la relation de Betty Beaumont avec la Damon Brandt Gallery en 1990 et les œuvres d'art suivantes que le projet a inspirées ont été montrées dans des lieux à travers le monde, y compris le Musée d'Art du Queens, Hudson River Museum (en), Galerie Ota, Tokyo, Galerie Bea Voigt, Munich, Ambassade de France au Cameroun, à Yaoundé.
En 1994, elle commence à exposer avec Colin de Land (en) à l'American Fine Arts Gallery. La John Gibson Gallery a commencé à la représenter en 2002 et a placé plusieurs de ses œuvres dans d'importantes collections en Europe et aux États-Unis.
En 2002, la Puffin Foundation (en), la National Endowment for the Arts et la New York University ont soutenu la production de travaux et un voyage à Cuba pour l'installation du diptyque à grande échelle Steam Cleaning the Santa Barbara Shore –the Worst Oil Spill in U.S. History + Time Line of Global Oil Spills 1960 –2004 (2002). Cette œuvre photographique a été exposée à la Biblioteca Nacional de Cuba José Martí (es) de La Havane.
Aux Pays-Bas, le musée Het Domein a présenté son installation vidéo 5 Works. Les images de performance de son œuvre Riverwalk de 1989 ont été exposées à la galerie ESSO, à New York (2004).
En 2015, une sélection de photographies prises par Betty Beaumont de participantes du Women's Action Coalition (en) à la March for Women's Lives à Washington, DC en 1992 a été imprimée et exposée lors d'une exposition solo au Northampton Community College (en) à Bethlehem (Pennsylvanie).
Une sélection de ses expositions de groupe comprend : Musée national d'art moderne, Japon (1977, 1978); Internacional de Muestras de Bilbao, Espagne (1983); Damon Brandt Gallery, New York (1988, 1989); Galerie Bea Voigt, Allemagne (1993); Whitney Museum of American Art, New York (2001); Musée d’art contemporain Tamayo, Mexique (2001), National Library José Martí (en), Cuba (2002); Musée Het Domein, Pays-Bas (2004), Yaoundé, Afrique de l'Ouest (2008); Galerie Erna Hecey, Belgique (2009); Guided By Invoices Gallery, New York (2012-13), Carriage Trade Gallery, New York, (2009, 2010, 2011, 2012, 2013, 2014), White Box, New York (2014), DiMattio Gallery, New Jersey (2016).
Parmi les expositions individuelles figurent : Galleri Stenström, Suède (1978), Academy of Science and Art Gallery, Yougoslavie (1982), Richard Demarco (en) Gallery, Écosse (1984), Performance Space, Massachusetts (1986), Stalinuv Pomnik, Prague (1990), Rochdale Art Gallery, Angleterre (1992), Galleri Göran Engström, Suède (1996), John Gibson Gallery, New York (2001, 2003), New Arts Program, Pennsylvanie (2008, 2015), Bibliotheca Alexandrina, Égypte (2012), Galerie Heike Strelow, Allemagne (2014), 3A Gallery, New York (2014), Northampton College, Pennsylvanie (2015).
Son travail fait partie des collections de la Bibliotheca Alexandrina d'Alexandrie, en Égypte, du Museum of Modern Art de New York, du Art Institute of Chicago, du Musée d'Art moderne Louisiana de Humlebaek, Danemark, Ringier, Zurich, Vescom BV à Deurne, Pays-Bas, et Centre Pompidou-Metz, France.

## Distinctions
Betty Beaumont a reçu de nombreux prix, bourses et subventions. Certains d’entre eux comprennent six bourses nationales de dotation pour les arts (1973, 1977, 1980, 1985, 1997, 2002), quatre subventions du New York State Council on the Arts (en) (1983, 1988, 1991, 2004, 2015) et trois du Modèle:Pollock-Krasner Foundation (1993, 1998, 2007), Bourse NYSCA (1988), State University of New York at Purchase (en) Award (1989), Creative Capital (en) Grant (2000), World Parks Endowment Grant (2001) et Puffin Foundation Grant (2002)), New York Foundation for the Arts Sponsored Project Grant (2012). 
Elle a été membre du comité consultatif du programme Art & Technology du New York Hall of Science ainsi que du conseil d'administration de Women Make Movies (en). Elle fait partie des artistes présentés dans la vidéo Totalitarian Zone (1991) du vidéaste tchécoslovaque Václav Kučera (cs). Elle est également l'une des 400 femmes artistes répertoriées dans le Women Environmental Artists Directory.
Elle participe régulièrement à des conférences sur des sujets impliquant l'art environnemental et des projets collaboratifs et a travaillé avec de nombreux sites, notamment le Symposium ArtSci99, l'université de Columbia, Bell Labs / Lucent Technologies, Interactive Telecommunications Project et Japan Radio Network WMBS. Des critiques de son travail ont paru dans Art Monthly, New York Magazine, The New York Times, NY ARTS, The Village Voice, Vita Nova Tokyo, Z Magazine et zingmagazine (en)…

## Enseignement
Elle a enseigné la sculpture à l'École de l'Institut d'art de Chicago de 1972 à 1973 et à l'université de Californie à Berkeley en 1976. Elle a été professeur adjoint de 3D Media à la State University of New York (SUNY) à Purchase de 1985 à 1990, où elle a reçu un Professor of the Year Award de la Purchase Student Union. Elle a enseigné dans le programme Master of Fine Arts de la City University of New York (CUNY) au Hunter College de 1989 à 1993, et a été membre du programme des arts à la Gallatin School of Individualized Study de l'université de New York de 1998 à 2001. Elle a également été Arts Program faculty member à Gallatin de 1998 à 2007. En 2001, elle a été professeur invité à la Columbia University Graduate School of Architecture. En 2006, Beaumont a reçu un Distinguished Alumni Award de Berkeley.

## Collaboration en recherche artistique
Betty Beaumont est la fondatrice de Art Research Collaboration (ARC), une organisation à but non lucratif qui promeut et développe des projets médiatiques et environnementaux à grande échelle qui, autrement, ne pourraient pas être réalisés. Les projets de l'ARC sont divers, mais ils sont liés par un intérêt pour la façon dont les nouvelles technologies peuvent embrasser l'humanité et la nature. La définition de l'ARC de l'environnement englobe tous les aspects personnels, politiques, sociaux, spirituels, physiques, culturels et économiques. Deux de ces projets sont « A Night in Alexandria… The Rain Rainforest… Whose Histories Are They Anyway? » et « Ocean Landmark ». L'ARC élabore un projet sur l'attrition et la revitalisation des langues.

## Publications
- Betty Beaumont, Marilu Knode, Betty Beaumont : Changing Landscapes : Art in an Expanded Field : 26 August-23 September 1989 (Rochdale, Lancashire, England : Rochdale Art Gallery, 1989)